# George Alfred Henty
George Alfred Henty (Cambridge, 8 dicembre 1832 – Weymouth Harbour, 16 novembre 1902) è stato un romanziere, corrispondente di guerra e fautore dell'imperialismo britannico.
Tra i suoi romanzi più famosi si ricordano The Young Buglers (1880), With Clive in India (1884) e Wulf the Saxon (1895).

## Biografia
Ebbe un'infanzia caratterizzata da cagionevole salute, tale da costringerlo a letto per molto tempo.
Durante i frequenti periodi di malattia divenne così un avido lettore, sviluppando una vasta gamma di interessi che continuò a coltivare in età adulta.
Henty studiò alla scuola di Westminster e successivamente al Gonville and Caius College di Cambridge, dove mostrò notevoli abilità sportive.
Lasciò molto presto l'università, senza completarla, per andare a lavorare, quando ebbe inizio la guerra di Crimea, come volontario presso l'ospedale militare. Dal fronte poté osservare e testimoniare le atrocità della guerra che i militari britannici si trovavano a combattere.
Le sue lettere alla famiglia erano delle chiare testimonianze di quanto avveniva in Crimea. Suo padre ne fu colpito in tale maniera che decise di trasmetterle al giornale Morning Advertiser, che le pubblicò. Ebbe inizio così, quasi per caso, la sua carriera di corrispondente di guerra.
Poco prima di lasciare l'esercito col grado di capitano nel 1859, sposò Elizabeth Finucane; la coppia ebbe quattro figli. Elizabeth morì nel 1865 dopo una lunga malattia e, poco dopo la sua morte, Henty iniziò a scrivere articoli per lo Standard.
Nel 1866, il giornale lo inviò come corrispondente speciale della Guerra austro-prussiana in Italia, dove incontrò Giuseppe Garibaldi. Poi Henty passò a occuparsi della spedizione punitiva inglese contro l'Abissinia (1868), della Guerra franco-prussiana (1870-1871), della terza guerra anglo-Ashanti (1874), della terza guerra Carlista in Spagna (1872-1876) e della guerra turco-serba (1876-1878). 
Nel 1880 divenne direttore del settimanale per ragazzi The Union Jack, sostituendo il suo fondatore William Henry Giles Kingston, ritiratosi a causa di gravi condizioni di salute che lo porteranno, poco dopo, alla morte.

## Il caso letterario di Giovanni di Gamala
Henty è il creatore di Giovanni di Gamala, che appare nel suo libro For the Temple (1888). L'autore sostiene nella prefazione che Giovanni di Gamala è una sua creazione letteraria.
A inizio del XXI secolo Luigi Cascioli fonda sul fatto della sua esistenza il suo libro La favola di Cristo.

## Opere
- Search for a Secret, 1867
- March to Magdala, 1868
- All But Lost. Volumi I, II e III, 1869
- Out on the Pampas, The Young Settlers, 1871
- Young Franco-Tireurs and Their Adventure in the Franco-Prussian War, 1872
- March to Coomassie, 1874
- Young Buglers, A Tale of the Peninsular War, 1880
- In Times of Peril, A Tale of India, 1881
- Cornet of Horse, A Tale of Marlborough's Wars, 1881
- Winning His Spurs, A Tale of the Crusades, 1882
- Facing Death, The Hero of the Vaughan Pit - A Tale of the Coal Mines, 1882
- Under Drake's Flag, A Tale of the Spanish Main, 1883
- Jack Archer, A Tale of the Crimea, 1883
- Friends Though Divided, A Tale of the Civil War, 1883
- With Clive in India, The Beginnings of an Empire, 1884
- By Sheer Pluck, A Tale of the Ashanti War, 1884
- Young Colonists, A Tale of the Zulu and Boer Wars, 1885
- True to the Old Flag, A Tale of the American War of Independence, 1885
- St.George For England, A Tale of Cressy and Poitiers, 1885
- In Freedom's Cause, A Story of Wallace and Bruce, 1885
- Through the Fray, A Tale of the Luddite Riots, 1886
- Lion of the North, A Tale of Gustavus Adolphus and the Wars of Religion, 1886
- For Name and Fame, To Cabul with Roberts, 1886
- Dragon and the Raven, The Days of King Alfred, 1886
- Young Carthaginian, A Story of the Times of Hannibal, 1887
- With Wolfe in Canada, The Winning of a Continent, 1887
- Sovereign Reader, Scenes from the Life and Reign of Queen Victoria, 1887
- Final Reckoning, A Tale of Bush Life in Australia, 1887
- Bravest of the Brave, With Peterborough in Spain, 1887
- Sturdy and Strong, How George Andrews Made His Way, 1888
- Orange and Green, A Tale of the Boyne and Limerick, 1888
- In the Reign of Terror, The Adventures of a Westminster Boy, 1888
- Gabriel Allen M.P., 1888
- For the Temple, A Tale of the Fall of Jerusalem, 1888
- Bonnie Prince Charlie, A Tale of Fontenoy and Culloden, 1888
- Lion of St. Mark, A Story of Venice in the Fourteenth Century, 1889
- Curse of Carne's Hold, A Tale of Adventure, 1889
- Cat of Bubastes, A Tale of Ancient Egypt, 1889
- Captain Bayley's Heir, A Tale of the Gold Fields of California, 1889
- With Lee in Virginia, A Story of the American Civil War, 1890
- One of the 28th, A Tale of Waterloo, 1890
- By Pike and Dyke, A Tale of the Rise of the Dutch Republic, 1890
- Those Other Animals, 1891
- Maori and Settler, A Tale of the New Zealand War, 1891
- Hidden Foe, 1891
- Chapter of Adventures, Through the Bombardment of Alexandria, 1891
- By Right of Conquest, With Cortez in Mexico, 1891
- By England's Aid, The Freeing of the Netherlands, 1585-1604, 1891
- Redskin and Cowboy, A Tale of the Western Plains, 1892
- Ranche in the Valley, 1892
- Held Fast for England, A Tale of the Siege of Gibraltar (1779-83), 1892
- Dash For Khartoum, A Tale of the Nile Expedition, 1892
- Rujub, the Juggler, 1893
- In Greek Waters, A Story of the Grecian War of Independence (1821 - 1827), 1893
- Condemned as a Nihilist, A Story of Escape from Siberia, 1893
- Beric the Briton, A Story of the Roman Invasion, 1893
- Through the Sikh War, A Tale of the Conquest of the Punjab, 1894
- Saint Bartholomew's Eve, A Tale of the Huguenot Wars, 1894
- Jacobite Exile, An Englishman in the Service of Charles XII, 1894
- Dorothy's Double, The Story of a Great Deception, 1894
- Wulf The Saxon, A Story of the Norman Conquest, 1895
- Woman of the Commune, A Tale of Two Sieges of Paris, 1895
- When London Burned, A Story of Restoration Times and the Great Fire, 1895
- In the Heart of the Rockies, A Story of Adventure in Colorado, 1895
- Tiger of Mysore, A Story of the War with Tippoo Saib, 1896
- Through Russian Snows, A Story of Napoleon's Retreat from Moscow, 1896
- Knight of the White Cross, A Tale of the Siege of Rhodes, 1896
- With Cochrane the Dauntless, A Tale of the Exploits of Lord Cochrane, 1897
- Queen's Cup, A Novel, 1897
- On the Irrawaddy, A Story of the First Burmese War, 1897
- At Agincourt, A Tale of the White Hoods of Paris, 1897
- With Moore at Corunna, 1898
- With Frederick The Great, A Tale of the Seven Years War, 1898
- March on London, Being a Story of Wat Tyler's Insurrection, 1898
- Colonel Thorndyke's Secret (Titolo americano: The Brahmin's Treasure) 1898
- Under Wellington's Command, A Tale of the Peninsular War, 1899
- Lost Heir, 1899
- Both Sides the Border, A Tale of Hotspur and Glendower, 1899
- At Aboukir and Acre, A Story of Napoleon's Invasion of Egitto, 1899
- Won by the Sword, A Story of the Thirty Years War, 1900
- Roving Commission, Through the Black Insurrection of Hayti, 1900
- No Surrender! A Tale of the Rising in La Vendée, 1900
- In the Hands of the Cave Dwellers, 1900
- The Brahmin's Treasure (titolo Stati Uniti di Colonel Thorndyke's Secret), 1900
- With Buller in Natal, A Born Leader, 1901
- Queen Victoria, Scenes from her Life and Reign, 1901
- Out With Garibaldi, A Story of the Liberation of Italy, 1901
- John Hawke's Fortune, A Story of Monmouth's Rebellion, 1901
- In the Irish Brigade, A Tale of War in Flanders and Spain, 1901
- With Roberts to Pretoria, A Tale of the South African War, 1902
- To Herat and Cabul, A Story of the First Afghan War, 1902
- At the Point of the Bayonet, A Tale of the Mahratta War, 1902
- With the British Legion, A Story of the Carlist Wars, 1903
- With Kitchener in the Soudan, A Story of Atbara and Omdurman, 1903
- Treasure of the Incas, A Tale of Adventure in Peru, 1903
- With the Allies to Pekin, A Story of the Relief of the Legations, 1904
- Through Three Campaigns, A Story of Chitral, Tirah, and Ashantee, 1904
- In the Hands of the Malays, 1905
- By Conduct and Courage, A Story of Nelson's Days, 1905
- Young Midshipman, (titolo americano: "A Chapter of Adventures"), (senza data)
- Plague Ship (senza data)